# Повільне життя
«Повільне життя» (англ. «Slow Life») — коротка повість американського письменника-фантаста Майкла Свонвіка, яку було вперше опубліковано у часописі «Analog Science Fiction & Fact» у 2002 році.

### Сюжет
Події повісті відбуваються на Титані — супутнику Сатурна. Експедиція з трьох дослідників вивчає Титан, працюючи на його поверхні — збираючи проби, фіксуючи різноманітні показники тощо.
Під час дослідних робіт одна з членів експедиції — Ліззі О'Брайн — входить в телепатичний контакт з місцевою формою життя, яка, урешті-решт, рятує Ліззі від смерті.

### Автор та критики про повість
За словами автора, «Повільне життя» спочатку писалося як сценарій для короткого анімаційного фільму, який лише згодом перетворився на повість, а Титан було обрано виключно тому, що «є достатньо знань щодо його хімічного складу та географії, але більшість людей не ознайомлені з ними…»
У невеличкому критичному супроводі публікації українською, який йшов під назвою «Солярис районного масштабу?», автори зауважують наступне: «Звісно, прирівнювати органічне місто з „Повільного життя“ до геніального „Соляриса“ Лема щонайменше важко, проте, як не оцінити не притаманний американській фантастиці сюжет, позбавлений монстрів, бластерів і сексапільних героїнь. Свонвік дотепно й, головне, струнко обігрує сучасні реалії світу (Інтернет, хакерів, стурбованих адвокатів, політичну коректність). Наситивши ними антураж повісті, він зробив її якщо не надто реалістичною, то принаймні такою знайомою.» До цього можна додати, що порівняння коментарів представників homo sapiens з «Голосової мережі» (за задумом автора всі дослідження Титану у повісті відбуваються в онлайн трансляції) й логічних, послідовних та своєчасних думок-слів-дій спільного інтелекту органічного міста Титану щонайменше додає дотепності Свонвіка одночасно й трагізму, й гротеску та ставить невимовлене автором питання: наскільки нерозуміння людством власної спільності сповільнює наше життя?

### Нагороди та номінації
2003 року твір був удостоєний найпрестижнішої жанрової премії «Г'юґо» у номінації «найкраща коротка повість» 2002 року.

### Українські переклади
Українською опубліковано у часописі «Всесвіт» у 2005 році. у перекладі Богдана Стасюка.